# Neuer Weg 37 (Quedlinburg)

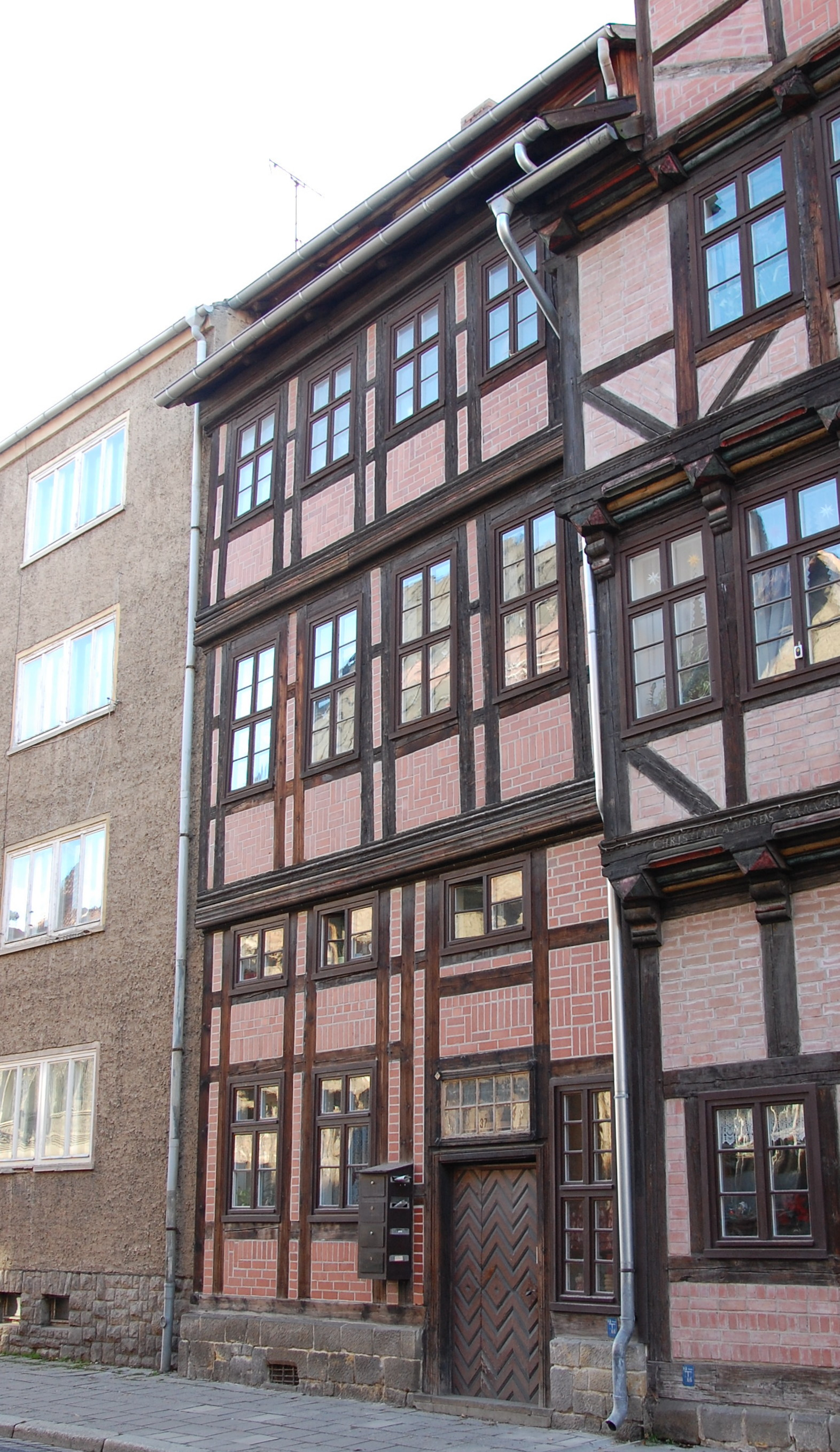
Haus Neuer Weg 37

Das Haus Neuer Weg 37 ist ein denkmalgeschütztes Gebäude in Quedlinburg in Sachsen-Anhalt.

## Lage
Das im Quedlinburger Denkmalverzeichnis als Wohnhaus eingetragene Gebäude befindet sich südlich der historischen Quedlinburger Altstadt, auf der Westseite des Neuen Wegs. Nördlich grenzt das gleichfalls denkmalgeschützte Haus Neuer Weg 38 an.

## Architektur und Geschichte
Das dreigeschossige Fachwerkhaus entstand in der Zeit um 1740. Die Fassade präsentiert sich in einer regelmäßigen Gliederung, wobei die oberen Geschosse jeweils leicht vorkragen. An der Fassade finden sich Profilbohlen. Die Gefache sind mit Zierausmauerungen versehen. Das Fachwerk ist durch eine dichte Stellung der Fachwerkständer geprägt. Die Hauseingangstür ist original.